# Jedynka Łomża
UKS Jedynka Łomża – polski kobiecy klub siatkarski z Łomży. Obecnie klub prowadzi grupy młodzieżowe. W sezonie 2007/2008 występował na parkietach II ligi kobiet. 